# كارولين ليند
كارولين ليند (بالإنجليزية: Caroline Lind)‏ هي مجدفة أمريكية، ولدت في 11 أكتوبر 1982 في غرينزبورو في الولايات المتحدة.

## وصلات خارجية
- كارولين ليند على موقع الاتحاد الدولي للتجديف (الإنجليزية)
- كارولين ليند على موقع اللجنة الأولمبية الدولية (الإنجليزية)
- كارولين ليند على موقع أوليمبيديا (الإنجليزية)